# Rechazo al modo común

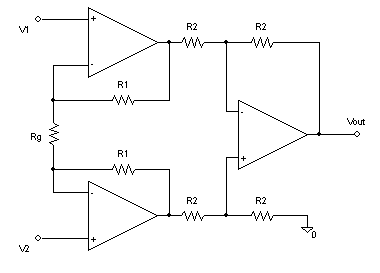
Diagrama de un amplificador de instrumentación

El factor de rechazo al modo común (o CMRR, de las siglas en inglés Common Mode Rejection Ratio) es uno de los parámetros de un amplificador operacional u opamp, (en inglés Operational Amplifier).
En un conjunto de opamp's configurados como amplificador de instrumentación, cuando el voltaje 1 ({\displaystyle V_{-}}) y el voltaje 2 ({\displaystyle V_{+}}) son iguales, existe una pequeña señal de salida, cuando lo ideal sería que esta fuera cero. La CMRR es una medida del rechazo que ofrece la configuración a la entrada de voltaje común.
El CMRR es positivo y se mide en decibelios. Se define por la siguiente ecuación:
{\displaystyle CMRR=20\log _{10}\left({\frac {A_{d}}{A_{s}}}\right)}
donde {\displaystyle A_{d}} es la ganancia diferencial
{\displaystyle A_{d}={\frac {V_{o}}{V_{+}-V_{-}}}}
y {\displaystyle A_{s}} es la ganancia en el modo común
{\displaystyle A_{s}={\frac {V_{o}}{V_{s}}}}
- Datos: Q1244941